# Roland Alpha Juno
Roland Alpha Juno — серия аналоговых полифонических синтезаторов, выпущенных компанией Roland в середине 1980-х гг. В рамках этой серии в 1985 году были выпущены модели Alpha Juno 1 (JU-1), Alpha Juno 2 (JU-2), а также рэковая версия синтезатора под названием MKS-50 (1986). Основным отличием от предыдущих моделей серии Juno стало наличие в них осциллятора с цифровым управлением (DCO).
Для всех инструментов серии Alpha Juno доступно управление через MIDI-интерфейс с помощью звукового программатора PG-300. Сегодня редактирование патчей возможно с помощью соответствующего программного обеспечения, написанного под Microsoft Windows и Apple Mac OS.
Синтезаторы обоих моделей Juno  известны своим патчем “Hoover sound”, популярным в среде джангл- и рейв-исполнителей. Также в числе известных артистов, использовавших его в творчестве, можно отметить Prodigy, габбер-хардкорные и рейвовые альбомы Thunderdome и многих других артистов. Басовая партия популярной песни Мадонны Vogue была сыграна на MKS-50.